# Cephalophus nigrifrons rubidus
Cephalophus nigrifrons rubidus är en underart till svartansiktad dykare som beskrevs av Thomas 1901. Underarten förekommer i Ruwenzoribergen.